# Torregamones
Torregamones – gmina w Hiszpanii, w prowincji Zamora, w Kastylii i León, o powierzchni 37,07 km². W 2011 roku gmina liczyła 308 mieszkańców.